# Арагон-Кордоба-Кардона-и-Фернандес де Кордоба, Антонио де
Антонио де Арагон-Кордоба-Кардона-и-Фернандес де Кордоба (исп. Antonio de Aragón-Córdoba-Cardona y Fernández de Córdoba; 24 ноября 1616, Лусена, королевство Кастилия и Леон — 7 октября 1650, Мадрид, королевство Кастилия и Леон) — испанский кардинал. Брат кардинала Паскуаль де Аргона. Кардинал in pectore с 7 октября 1647 по 14 марта 1650. Кардинал-дьякон с 14 марта по 7 октября 1650.

## Происхождение и ранние годы
Антонио де Арагон-Кордоба-Кардона-и-Фернандес де Кордоба родился 24 ноября 1616 года, в Лусене, епархия Кордовы, королевство Кастилия и Леон. Антонио происходит из прославленного дома, связанного с кастильской королевской семьей. Он был седьмым ребенком и третьим мальчиком в семье Энрике де Арагон-Кордова-Кардона и Энрикес де Кабрера, 6-го герцога Кардоны и 5-го герцога Сегорбе, вице-короля Каталонии, и его второй супруги Каталины Фернандес де Кордова и Фигероа. 
Родители обосновались в Лусене в 1606 году, когда поженились и жили там до 1618 года. Его младшим братом был кардинал Паскуаль де Арагон (кардинал с 1660 года). Его фамилия также указана как де Арагония, как д'Арагона, и как Арагон-Кордова-Кардона и Фернандес де Кордова.